# 미국 서부
미국 서부(Western United States, American West, Western States, Far West, Western territories, the West)는 미국 인구조사국이 정의한 4개 인구조사 지역 중 하나이다.
서쪽으로 미국인의 정착이 확대되면서 '서부'라는 용어의 의미가 변했다. 1800년경 이전에는 애팔래치아산맥의 산등성이가 서부 국경으로 여겨졌다. 이 국경은 서쪽으로 이동했고 결국 미시시피강 서쪽의 땅이 서부로 간주되었다.
미국 인구조사국의 13개 서부 주에 대한 정의에는 로키산맥과 그레이트베이슨에서 태평양 연안까지, 그리고 중태평양 섬 주 하와이주가 포함된다. 미국 서부의 동쪽으로는 미국 중서부와 미국 남부가 있으며, 북쪽으로는 캐나다, 남쪽으로는 멕시코가 있다.
서부에는 여러 주요 생물 군계가 있는데, 특히 미국 남서부에는 건조 및 반건조 고원과 평야가 있고, 시에라네바다산맥 (미국), 캐스케이드산맥, 로키산맥 등 3대 주요 산맥을 포함한 숲이 우거진 산이 있으며, 태평양 연안의 긴 해변 해안선과 태평양 북서부의 우림이 있다.

## 지리적 정의

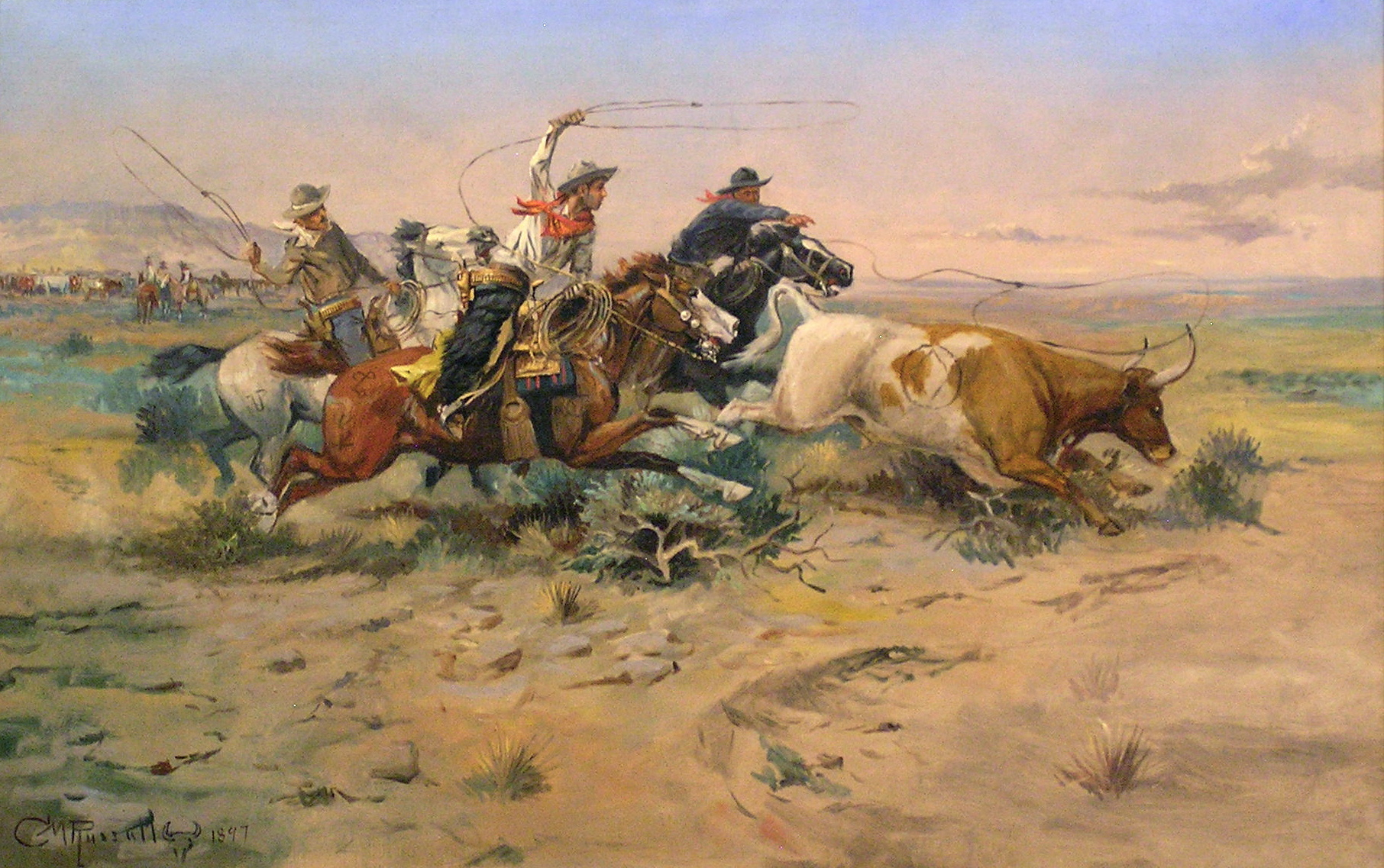
서부는 다양한 직업으로 정의되지만, 미국의 카우보이는 종종 이 지역의 상징으로 사용되며, 여기서는 C. M. 러셀이 묘사했다.

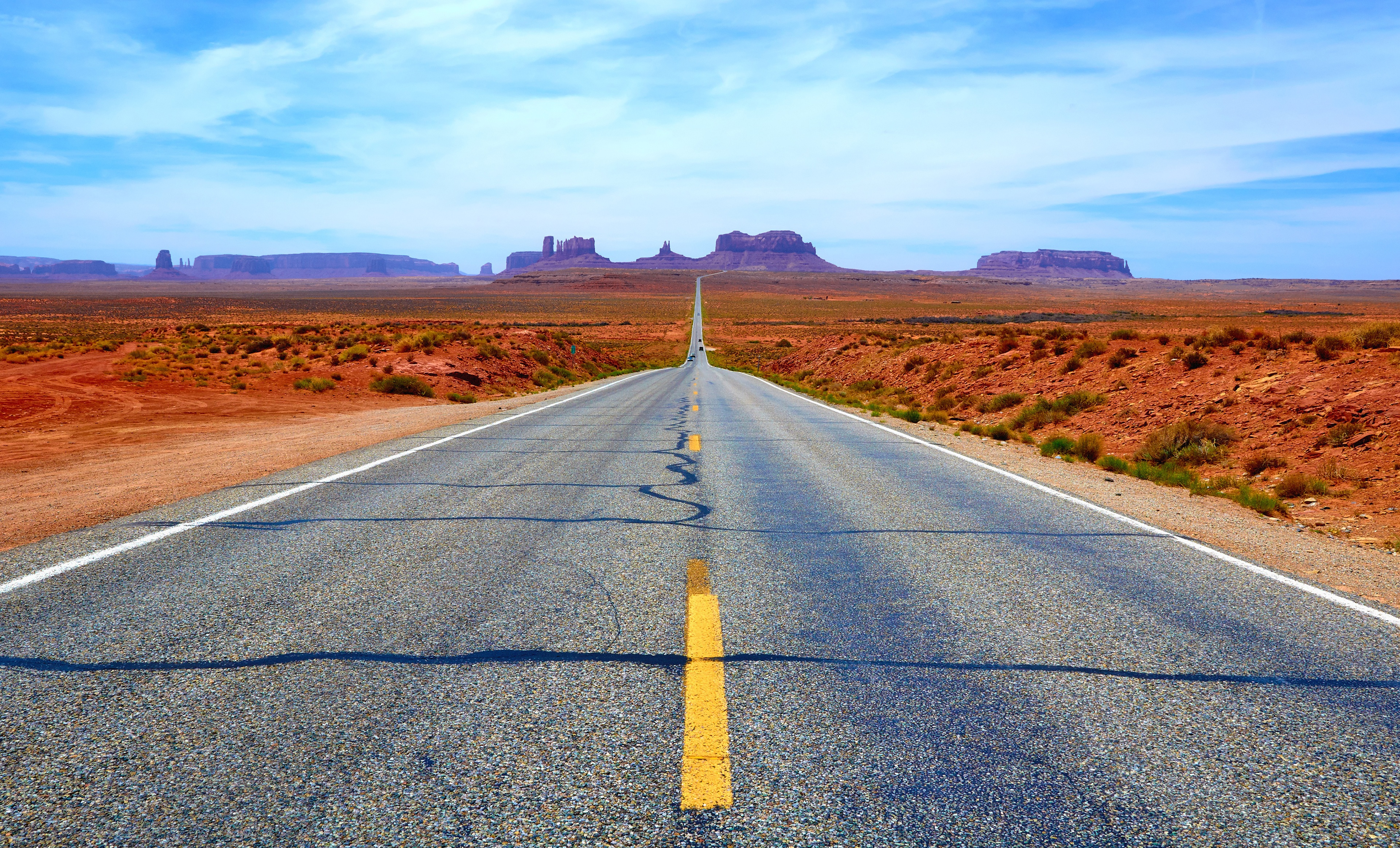
미국에서 가장 최근에 정착된 지역인 서부는 종종 넓은 고속도로와 탁 트인 공간으로 알려져 있다. 사진은 나바호 네이션의 모뉴먼트밸리로 향하는 유타주의 도로이다.

미국 서부는 미국 본토의 거의 절반에 달하는 면적을 차지하는 미국에서 가장 큰 지역이다. 또한 태평양 북서부의 온대 우림, 로키산맥, 시에라네바다산맥 (미국), 캐스케이드산맥을 포함한 가장 높은 산맥, 수많은 빙하, 그레이트플레인스의 서쪽 가장자리 등 지리적으로 가장 다양하며, 미국에 위치한 사막 지역의 대부분을 포함한다. 모하비 사막과 그레이트베이슨 사막은 서부 지역 내에 완전히 위치하며, 소노라 사막과 치와와 사막의 일부도 포함된다 (후자는 텍사스주로 상당히 확장되며, 두 사막 모두 멕시코로 확장된다). 이러한 광범위하고 다양한 지리적 특성 때문에 이 지역을 정확하게 정의하기 어렵다는 것은 놀랄 일이 아니다. 1990년대 초 서부에 대한 대중적 이해의 변화를 감지한 역사학자 월터 뉴전트는 이 지역과 관련된 세 그룹의 전문가들을 대상으로 설문 조사를 실시했다. 서부 역사학자 대규모 그룹 (187명), 소규모 그룹인 언론인 및 출판인 25명, 서부 작가 39명이었다. 역사학자 응답자의 대다수는 서부의 동쪽 경계를 인구조사국의 정의보다 동쪽인 그레이트플레인스의 동쪽 가장자리 또는 미시시피강에 두었다. 설문 응답자 전체는 서부의 경계에 대한 합의가 거의 없음을 보여주었다.

### 하위 지역
이 지역은 미국 인구조사국에 의해 두 개의 작은 단위 또는 구역으로 나뉜다.
산악주몬태나주, 와이오밍주, 콜로라도주, 뉴멕시코주, 아이다호주, 유타주, 애리조나주, 네바다주
태평양 주워싱턴주, 오리건주, 캘리포니아주, 알래스카주, 하와이주
다른 분류는 남서부와 북서부를 구분한다. 애리조나, 뉴멕시코, 웨스트 텍사스, 오클라호마 팬핸들은 일반적으로 남서부 주로 간주된다. 한편, 몬태나, 아이다호, 오리건, 워싱턴 주는 북서부 또는 태평양 북서부의 일부로 간주될 수 있다.
서해안이라는 용어는 일반적으로 캘리포니아, 오리건, 워싱턴, 알래스카만을 지칭하는 데 사용되며, 하와이는 본토에서 지리적으로 더 고립되어 있어 이러한 소구역 중 어느 곳에도 반드시 포함되지 않는다.
| 주           | 2020년 인구 조사 | 2010년 인구 조사 | 변동    | 면적                               | 밀도               |
| ------------ | ---------------- | ---------------- | ------- | ---------------------------------- | ------------------ |
| 애리조나주   | 7,151,502        | 6,392,017        | +11.88% | 113,594.08 mi2 (294,207.3 km2)     | 63/sq mi (24/km2)  |
| 콜로라도주   | 5,773,714        | 5,029,196        | +14.80% | 103,641.89 mi2 (268,431.3 km2)     | 56/sq mi (22/km2)  |
| 유타주       | 3,271,616        | 2,763,885        | +18.37% | 82,169.62 mi2 (212,818.3 km2)      | 40/sq mi (15/km2)  |
| 네바다주     | 3,104,614        | 2,700,551        | +14.96% | 109,781.18 mi2 (284,332.0 km2)     | 28/sq mi (11/km2)  |
| 뉴멕시코주   | 2,117,522        | 2,059,179        | +2.83%  | 121,298.15 mi2 (314,160.8 km2)     | 17/sq mi (7/km2)   |
| 아이다호주   | 1,839,106        | 1,567,582        | +17.32% | 82,643.12 mi2 (214,044.7 km2)      | 22/sq mi (9/km2)   |
| 몬태나주     | 1,084,225        | 989,415          | +9.58%  | 145,545.80 mi2 (376,961.9 km2)     | 7/sq mi (3/km2)    |
| 와이오밍주   | 576,851          | 563,626          | +2.35%  | 97,093.14 mi2 (251,470.1 km2)      | 6/sq mi (2/km2)    |
| 산악         | 24,919,150       | 22,065,451       | +12.93% | 855,766.98 mi2 (2,216,426.3 km2)   | 29/sq mi (11/km2)  |
| 캘리포니아주 | 39,538,223       | 37,254,523       | +6.13%  | 155,779.22 mi2 (403,466.3 km2)     | 254/sq mi (98/km2) |
| 워싱턴주     | 7,705,281        | 6,724,540        | +14.58% | 66,455.52 mi2 (172,119.0 km2)      | 116/sq mi (45/km2) |
| 오리건주     | 4,237,256        | 3,831,074        | +10.60% | 95,988.01 mi2 (248,607.8 km2)      | 44/sq mi (17/km2)  |
| 하와이주     | 1,455,271        | 1,360,301        | +6.98%  | 6,422.63 mi2 (16,634.5 km2)        | 227/sq mi (87/km2) |
| 알래스카주   | 733,391          | 710,231          | +3.26%  | 570,640.95 mi2 (1,477,953.3 km2)   | 1/sq mi (0/km2)    |
| 태평양       | 53,669,422       | 49,880,669       | +7.60%  | 895,286.33 mi2 (2,318,781.0 km2)   | 60/sq mi (23/km2)  |
| 서부         | 78,588,572       | 71,946,120       | +9.23%  | 1,751,053.31 mi2 (4,535,207.3 km2) | 45/sq mi (17/km2)  |

### 외곽 지역

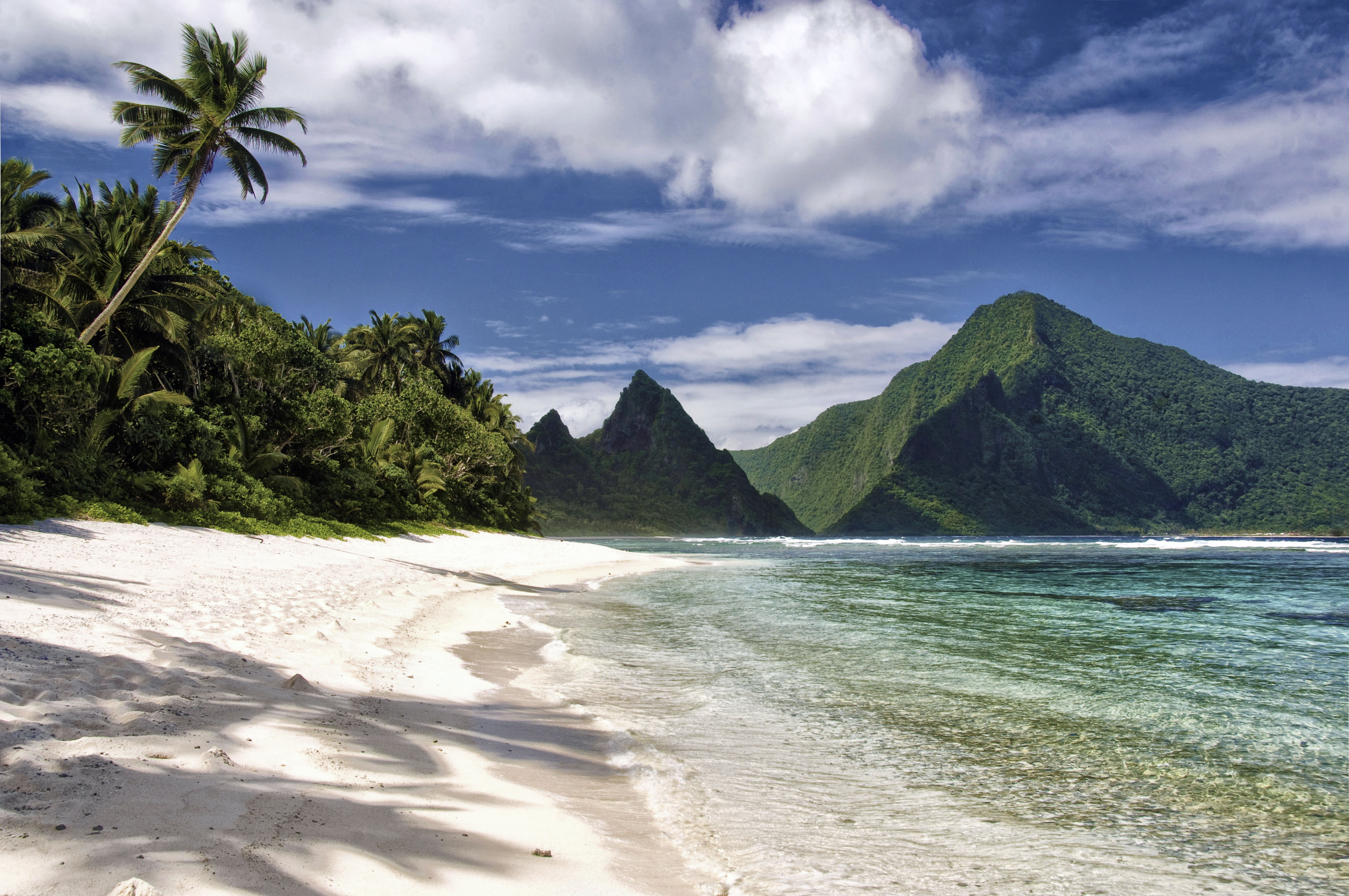
아메리칸사모아 오푸섬의 오푸 해변

3개의 유인 태평양 미국령 준주(아메리칸사모아, 괌, 북마리아나 제도)는 때때로 미국 서부의 일부로 간주된다. 아메리칸사모아는 남태평양의 폴리네시아에 있으며, 괌과 북마리아나 제도는 서북태평양의 마리아나 제도에 있다. 괌과 북마리아나 제도는 캘리포니아, 네바다 등 서부 주를 포함하는 제9연방순회법원 내에 지방법원을 두고 있다. (괌 지방법원 및 북마리아나 제도 지방법원 참조). 아메리칸사모아, 괌, 북마리아나 제도는 미국 국립공원관리청, 연방준비은행 시스템, FEMA, 및 USGS에 의해 서부 미국 지역의 일부로 간주되기도 한다.
| 준주            | 2020년 추정 인구 | 2010년 인구 조사 인구 | 변동    | 면적              | 밀도                |
| --------------- | ---------------- | --------------------- | ------- | ----------------- | ------------------- |
| 아메리칸사모아  | 49,437           | 55,519                | −10.95% | 224 km2 (86 mi2)  | 221/km2 (572/sq mi) |
| 괌              | 168,485          | 159,358               | +5.73%  | 544 km2 (210 mi2) | 310/km2 (802/sq mi) |
| 북마리아나 제도 | 51,433           | 53,833                | −4.46%  | 464 km2 (179 mi2) | 111/km2 (287/sq mi) |

## 인구 통계

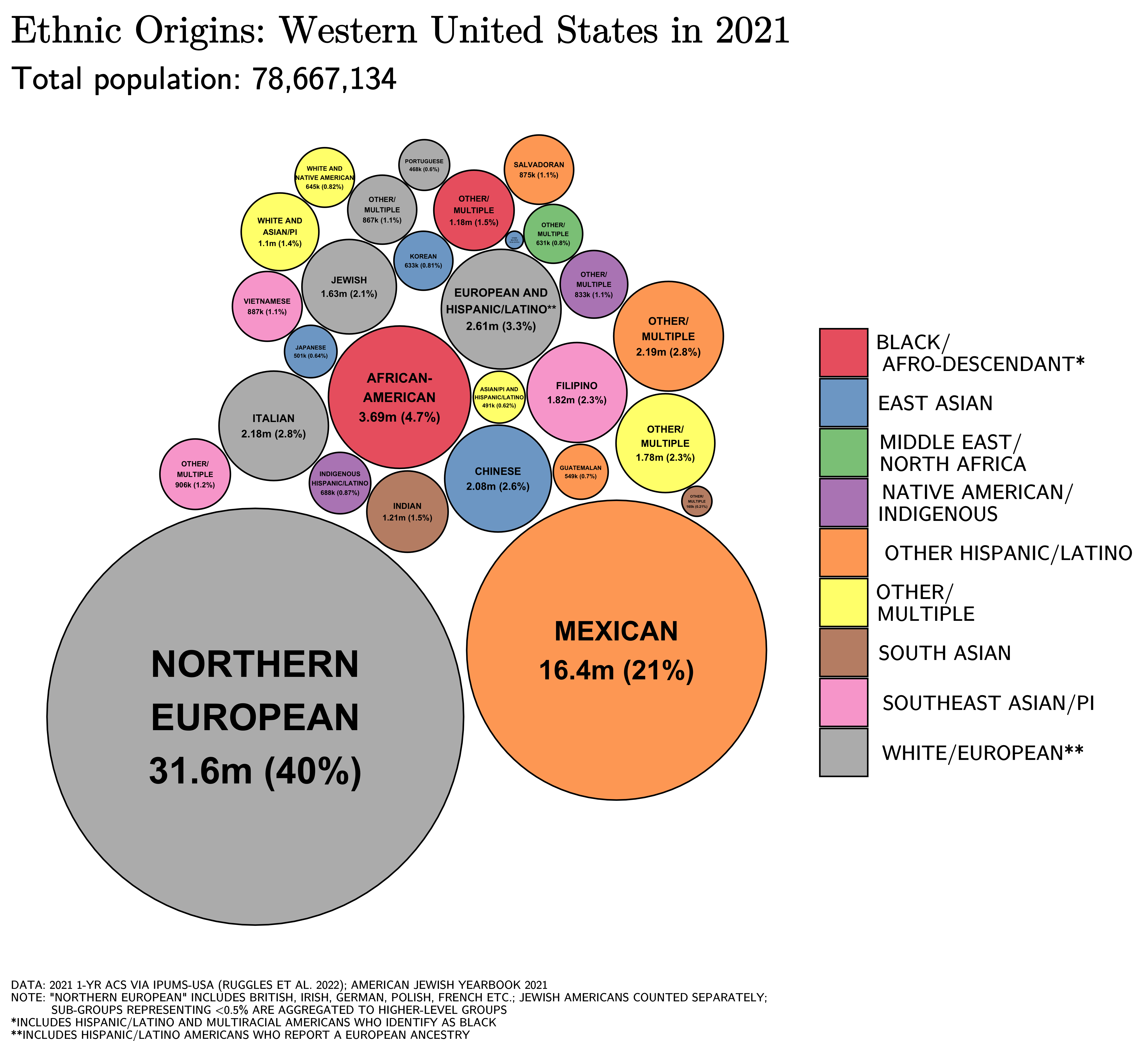
미국 서부의 민족 기원

미국 서부의 인종별 인구 분포 (2022년):
- 51.9% 백인 (47.1% 비히스패닉)
- 30.8% 히스패닉 또는 라틴계 민족 (모든 인종 포함)
- 10.8% 아시아인 (10.6% 비히스패닉)
- 4.5% 흑인 또는 아프리카계 미국인 (4.3% 비히스패닉)
- 1.9% 아메리카 원주민 또는 알래스카 원주민 (1.1% 비히스패닉)
- 0.6% 태평양 제도민 (0.6% 비히스패닉)
- 13.3% 기타 인종 (0.6% 비히스패닉)
- 17.0% 두 가지 이상의 인종 (5.0% 비히스패닉)

미국 인구조사국이 정의한 바에 따르면, 미국의 서부 지역은 13개 주로 구성되며, 2020년 총 인구는 78,588,572명이다.
서부는 미국에서 가장 인구 밀도가 낮은 지역 중 하나로, 49.5 inhabitants 매 제곱마일 (1.91×10−5 inhabitants/km2)이다. 텍사스주는 78.0 inhabitants/mi2 (3.01×10−5 inhabitants/km2), 워싱턴주는 86.0 inhabitants/mi2 (3.32×10−5 inhabitants/km2), 그리고 캘리포니아주는 213.4 inhabitants/mi2 (8.24×10−5 inhabitants/km2)으로 전국 평균 77.98 inhabitants/mi2 (3.011×10−5 inhabitants/km2)을 초과한다. 2022년 기준으로 서부의 7,870만 주민 중 절반이 채 안 되는 인구가 캘리포니아주에 거주한다.

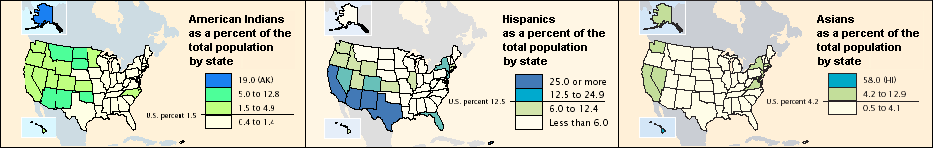
2000년 미국 인구조사에서 발췌한 이 지도는 세 소수민족 그룹 간의 주별 차이를 보여준다. 대부분의 아메리카 원주민, 히스패닉, 아시아계 인구는 서부에 있다.

서부 지역 전체는 또한 유럽인, 히스패닉 또는 라틴계, 아시아인, 아메리카 원주민의 강한 영향을 받았다. 이곳에는 미국 내 가장 많은 소수 민족이 거주한다. 로스앤젤레스의 폭동과 같은 미국의 인종 역학에 대한 대부분의 연구가 유럽인과 아프리카계 미국인에 대해 쓰여졌지만, 서부와 캘리포니아주의 많은 도시에서는 히스패닉과 아시아인의 이 지역 선호로 인해 백인과 흑인을 합친 인구가 전체 인구의 절반 미만이다. 그러나 아시아인과 히스패닉의 낮은 시민권 및 투표율로 인해 아프리카계와 유럽계 미국인은 더 강력한 정치적 영향력을 계속 행사한다.
2022년 인구조사국의 추정치에 따르면, 서부에서 보고된 가장 큰 혈통은 멕시코인 (24.2%), 독일인 (10.1%), 영국인 (9.5%), 아일랜드인 (7.2%), 이탈리아인 (3.5%), 필리핀인 (3.4%), 중국인 (3.3%)이다.
서부에는 또한 미국 원주민 인구의 대부분이 거주하며, 특히 산악 및 사막 주의 큰 인디언 보호구역에 집중되어 있다. 2022년 현재 서부에는 365,351명의 나바호족, 109,208명의 아파치족, 78,364명의 블랙핏족이 거주하고 있으며, 276,082명은 원주민 멕시코인으로 식별된다.
서부에서 아프리카계 미국인의 최대 밀집 지역은 샌디에고, 로스앤젤레스, 오클랜드, 새크라멘토, 프레즈노, 샌프란시스코, 시애틀, 터코마, 피닉스, 라스베이거스, 덴버, 콜로라도스프링스에서 볼 수 있다.
미국 서부는 미국 내 다른 어떤 지역보다 성비가 높다.
보존이 국가적 문제가 되었을 때 개발의 물결이 서부 대부분에 아직 도달하지 않았기 때문에 연방 정부 기관이 방대한 토지를 소유하고 관리한다. (이 중 가장 중요한 것은 미국 내무부 내의 미국 국립공원관리청과 토지관리국, 그리고 미국 농무부 내의 미국 산림청이다.) 국립공원은 어로, 야영, 하이킹, 보트 타기와 같은 여가 활동을 위해 보존되지만, 다른 정부 소유 토지는 목장, 벌채, 광업과 같은 상업 활동도 허용한다. 최근 몇 년 동안 연방 토지에서 생계를 꾸리는 일부 지역 주민들은 토지 이용을 환경적으로 허용 가능한 한도 내로 유지해야 하는 토지 관리자들과 갈등을 겪고 있다.
이 지역의 가장 큰 도시는 미국 서해안에 위치한 로스앤젤레스이다. 다른 서해안 도시로는 샌디에고, 샌버너디노, 산호세, 샌프란시스코, 오클랜드, 베이커즈필드, 프레즈노, 새크라멘토, 시애틀, 터코마, 앵커리지, 스포캔, 포틀랜드가 있는데, 이들 중 일부는 내륙 수십 마일 떨어진 곳에 있다. 산악주의 주요 도시로는 덴버, 콜로라도스프링스, 피닉스, 투손, 앨버커키, 라스베이거스, 리노, 솔트레이크시티, 보이시, 빌링스, 미줄라가 있다.

## 자연 지리

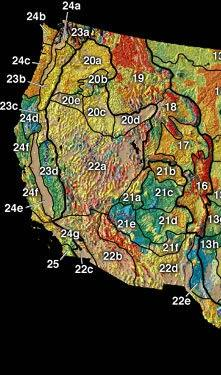
미국 서부는 세 가지 주요 지리적 지역으로 세분된다: 로키산맥 (16–19), 산간 고원 (20–22), 태평양 산맥 (23–25)

태평양 연안을 따라 해안 산맥이 뻗어 있는데, 이 산맥은 로키산맥만큼 거대하지는 않지만 그럼에도 불구하고 험준하다. 이 산맥은 바다에서 불어오는 공기 중 습기의 대부분을 포집한다. 해안 산맥의 동쪽에는 여러 경작된 비옥한 골짜기가 있는데, 특히 캘리포니아주의 샌와킨 계곡과 새크라멘토 계곡과 오리건주의 윌라멧 계곡이 유명하다.

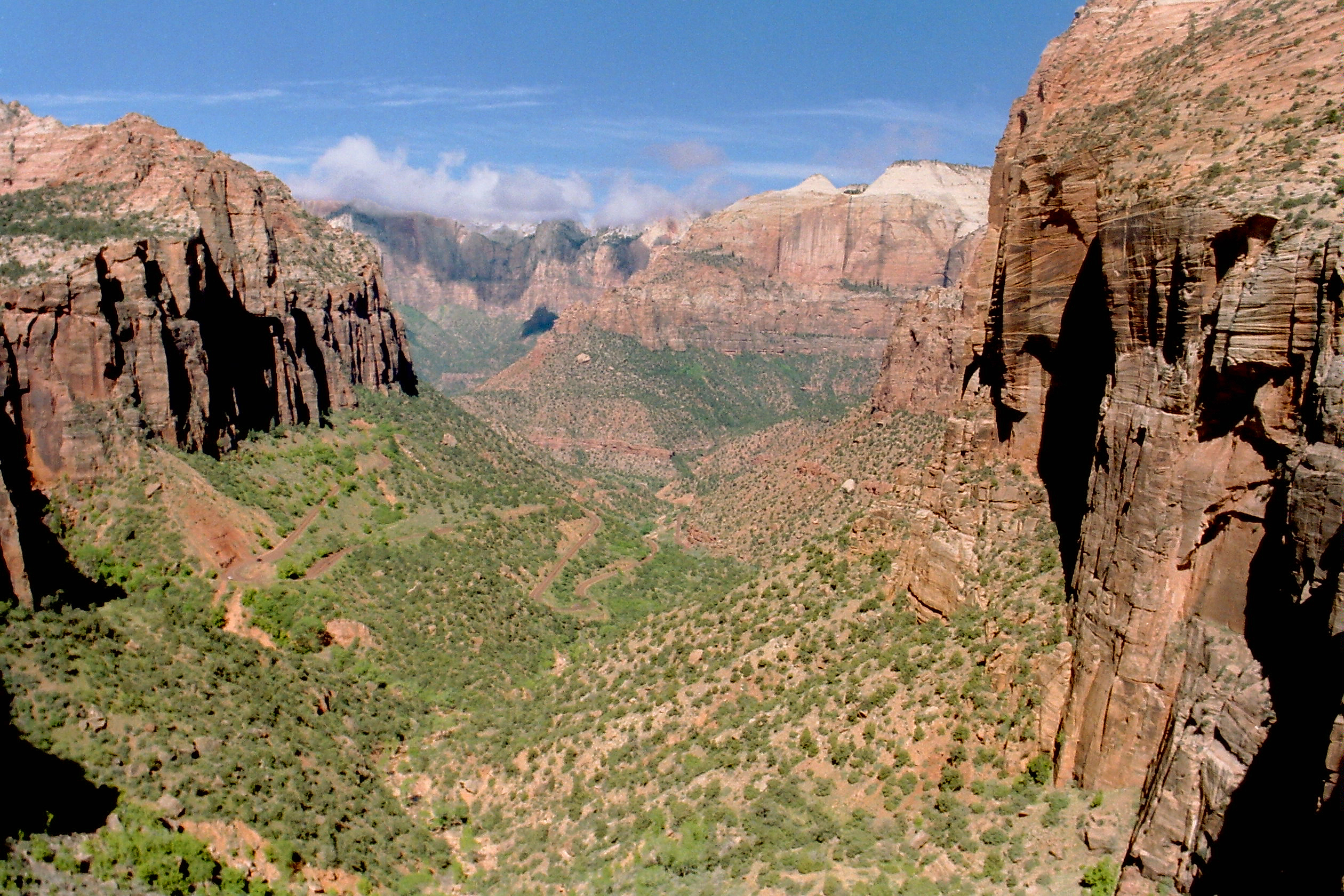
유타주 남부에 있는 자이언 국립공원은 이 주에 있는 5개 국립공원 중 하나이다.

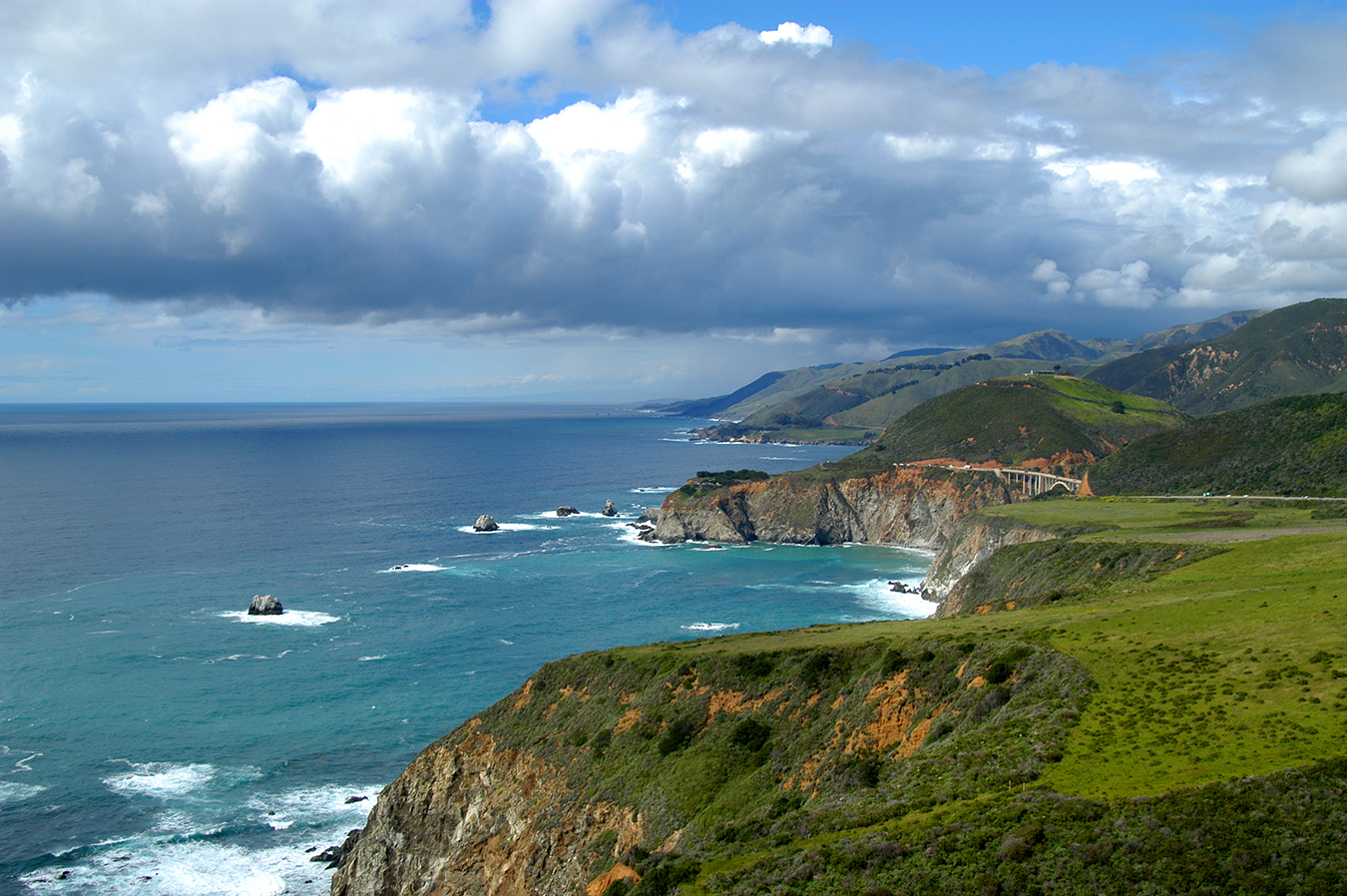
빅서, 캘리포니아주

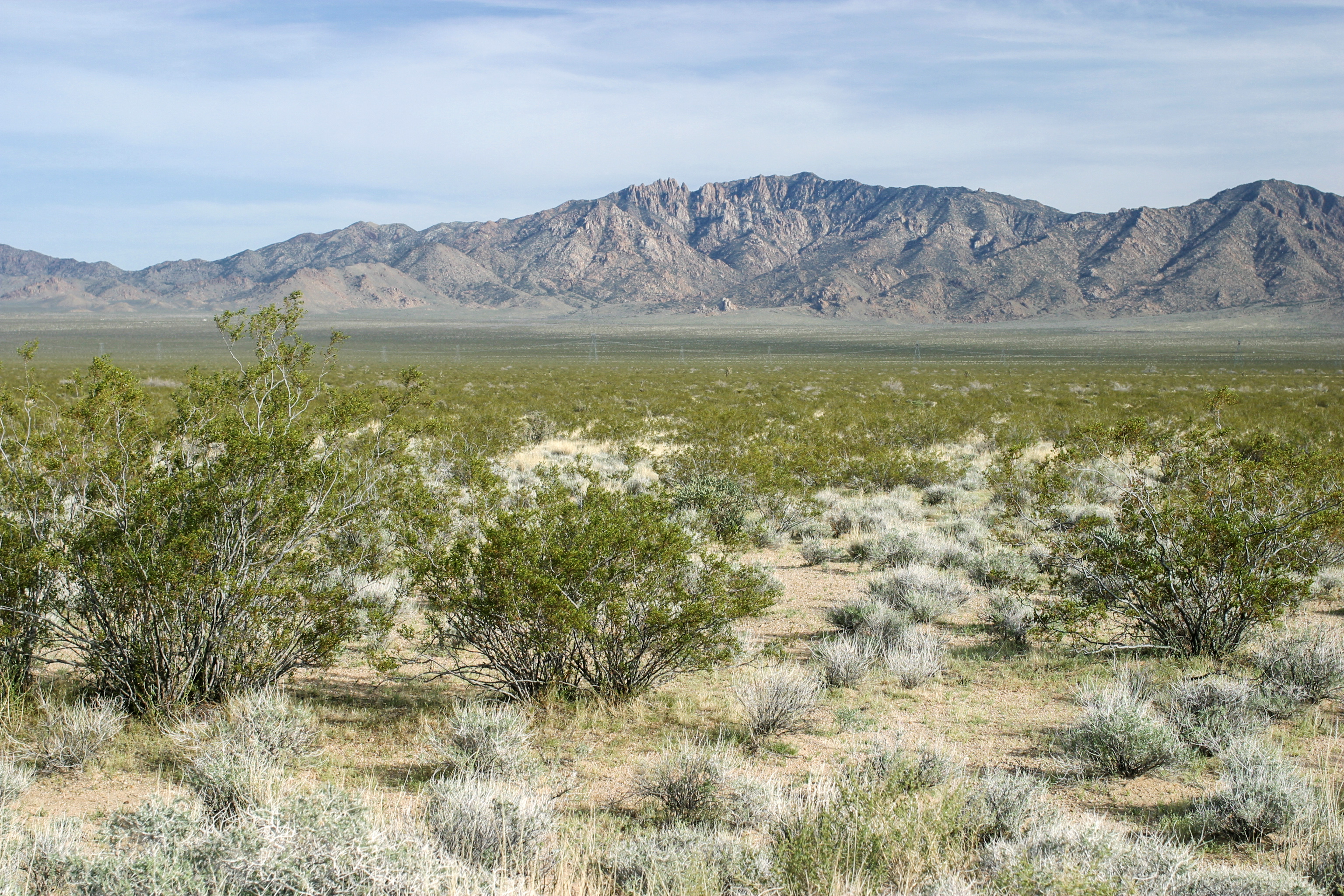
모하비 사막은 미국 남서부의 대부분을 차지한다.

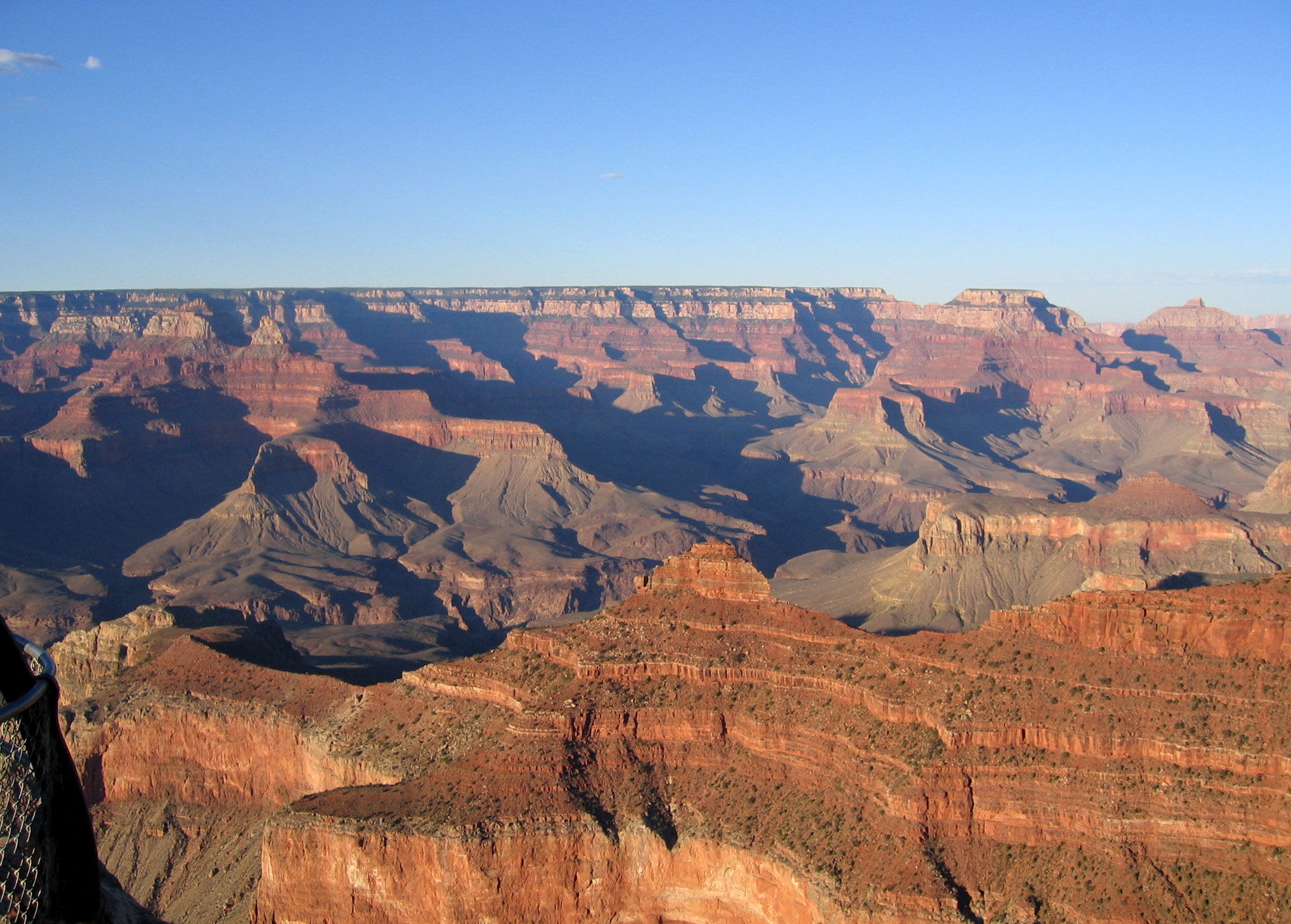
그랜드 캐니언, 애리조나주

계곡 너머에는 남쪽의 시에라네바다산맥 (미국)과 북쪽의 캐스케이드산맥이 있다. 휘트니산은 14,505 피트 (4,421 m) 높이로 미국 본토 48개 주에서 가장 높은 봉우리이며 시에라네바다산맥 (미국)에 있다. 캐스케이드산맥도 화산 활동이 활발하다. 워싱턴주의 화산인 레이니어산도 14,000 피트 (4,300 m)가 넘는다. 캐스케이드산맥의 화산인 세인트헬렌스산은 1980년에 폭발적으로 분화했다. 기원전 4860년경 마자마산에서 발생한 대규모 화산 폭발로 크레이터호가 형성되었다. 이 산맥들은 해안 산맥 이후 남은 습기를 대부분 포집하여 동쪽에 비그늘을 형성하고 광대한 건조 지대를 만들어 많은 네바다주, 유타주, 애리조나주 지역을 포함한다. 모하비 사막과 소노라 사막을 비롯한 다른 사막들이 이곳에 위치한다.

캘리포니아주 하이 데저트 지역의 랜더스에서 붉은 노을.

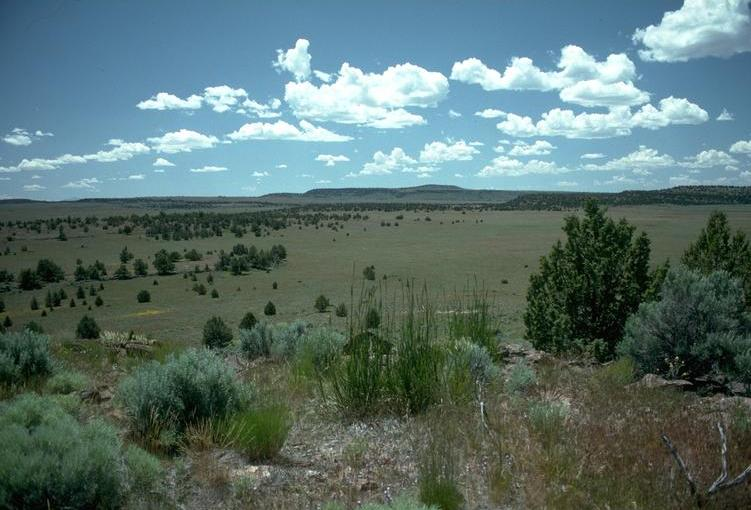
오리건주의 하이 데저트 지역

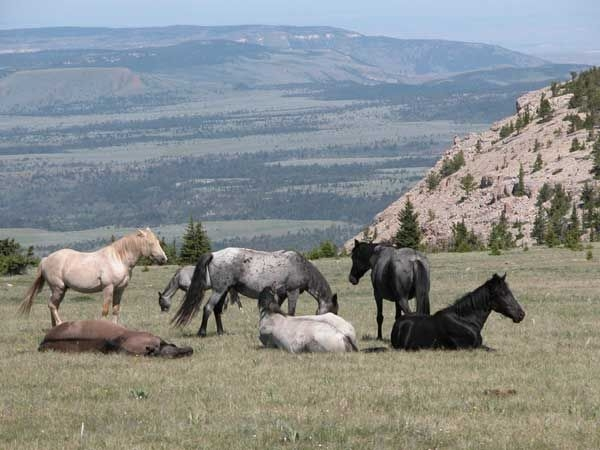
몬태나주 남동부 프라이어 산맥의 야생마

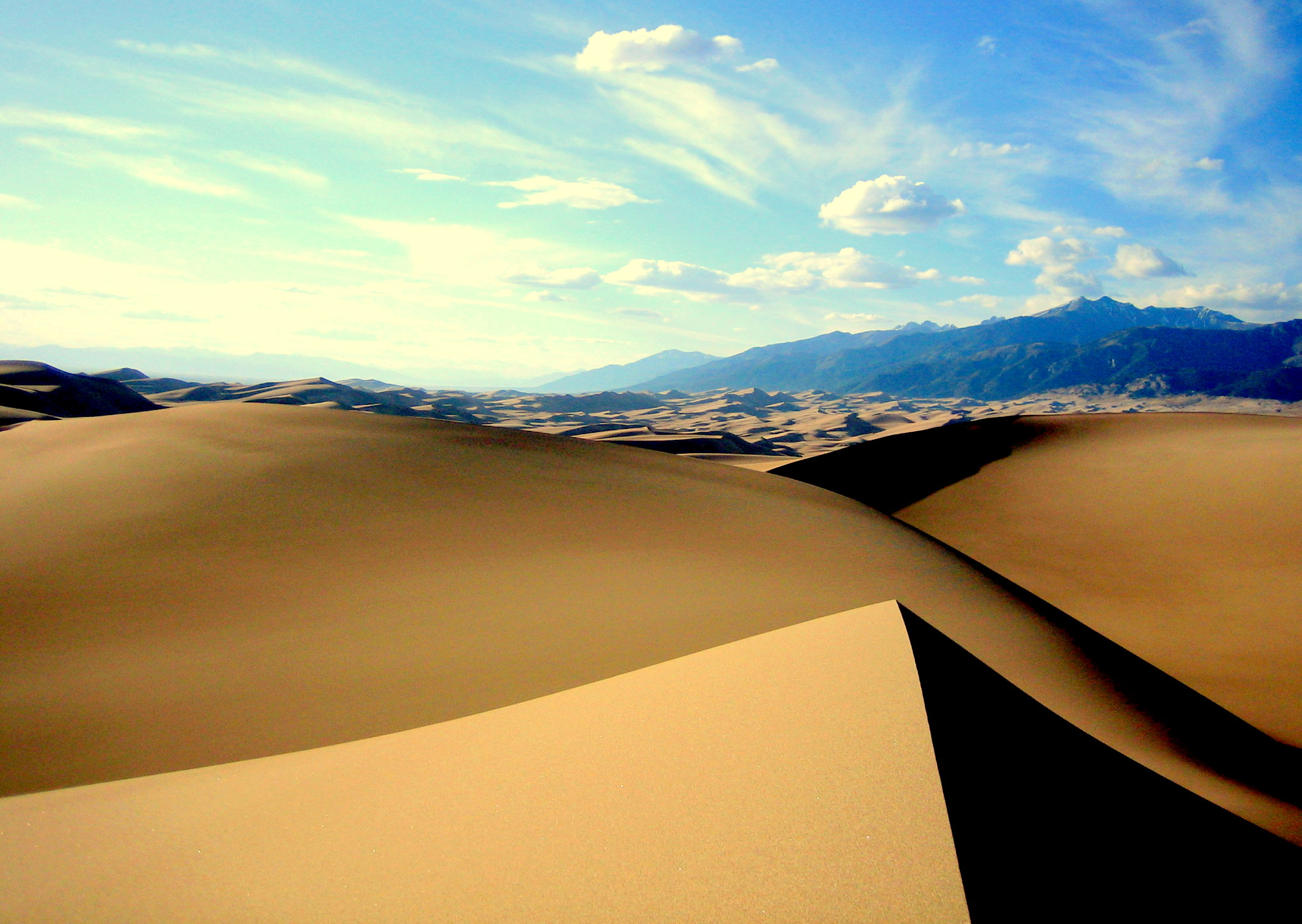
그레이트 샌드 듄스 국립공원, 콜로라도주

사막 너머에는 로키산맥이 있다. 북쪽에서는 캐스케이드산맥 동쪽으로 거의 바로 이어져 있어, 캐나다-미국 국경에 도달할 때쯤에는 사막 지역의 폭이 몇 마일에 불과하다. 로키산맥은 수백 마일 너비로 뉴멕시코주에서 알래스카주까지 끊이지 않고 이어진다. 로키산맥 지역은 평균 고도가 4,000 피트 (1,200 m) 이상으로 미국 전체에서 가장 높은 지역이다. 로키산맥의 가장 높은 봉우리 중 54개는 14,000 피트 (4,300 m) 이상이며, 콜로라도주 중부와 서부에서 발견된다. 로키산맥 동쪽에는 그레이트플레인스가 있으며, 그 서부 지역 (예: 콜로라도 동부 절반)은 일반적으로 미국 서부의 일부로 간주된다.
서부에는 태평양으로 흘러드는 여러 긴 강이 있으며, 동부의 강은 멕시코만으로 흘러든다. 미시시피강은 오늘날 서부의 가장 동쪽 경계를 형성할 수 있다. 미시시피강의 지류인 미주리강은 로키산맥의 수원지에서 발원하여 광대한 초원 고원인 그레이트플레인스를 가로질러 동쪽으로 흐른 후 점차 숲으로, 그리고 미시시피강으로 경사져 내려간다. 콜로라도강은 산악주를 구불구불 흐르며, 한 지점에서는 그랜드 캐니언을 형성한다.
콜로라도강은 남서부의 주요 수자원이며, 후버 댐과 같은 많은 댐들이 강을 따라 저수지를 형성한다. 서부 전역의 식수와 캘리포니아주의 관개를 위해 너무 많은 물이 사용되어 대부분의 해에는 콜로라도강의 물이 더 이상 칼리포르니아만에 도달하지 않는다. 북아메리카에서 태평양으로 흐르는 가장 큰 유량을 가진 강인 컬럼비아강과 그 지류인 스네이크강은 태평양 북서부에 물을 공급한다. 플랫강은 네브래스카주를 흐르며 폭은 2km (1마일)이지만 깊이는 1cm (0.5인치)에 불과하다고 알려져 있다. 리오그란데강은 텍사스주와 멕시코 사이의 경계를 형성한 후 북쪽으로 방향을 틀어 뉴멕시코주를 양분한다.
미국 해안경비대에 따르면, "서부 강 시스템은 미시시피강, 오하이오강, 미주리강, 일리노이강, 테네시강, 컴벌랜드강, 아칸소강, 화이트강과 그 지류, 그리고 멕시코만으로 흐르는 특정 기타 강들로 구성된다." 이 시스템의 오하이오강 부분은 조지아에서 뉴욕까지 여러 대서양 연안 주의 일부를 포함한다.

### 기후 및 농업
미국 산림청과 토지관리국이 소유한 공공 토지의 대부분은 서부 주에 있다. 이들 주에서 공공 토지는 전체 토지 면적의 25%에서 75%를 차지한다.
서부의 기후는 반건조이지만, 일부 지역은 많은 양의 비나 눈이 내린다. 다른 지역은 연간 강우량이 5 인치 (130 mm) 미만인 진정한 사막이다. 기후는 점점 더 불안정해지고 심각한 가뭄을 겪는다.
서부 전역의 계절별 기온은 크게 다르다. 서해안의 저지대는 따뜻한 여름과 눈이 거의 내리지 않거나 전혀 내리지 않는 온화한 겨울을 경험한다. 사막 남서부는 매우 더운 여름과 온화한 겨울을 맞는다. 반면 남서부의 산악 지역은 일반적으로 많은 양의 눈이 내린다. 인랜드 노스웨스트는 따뜻하거나 더운 여름과 춥거나 혹독하게 추운 겨울의 대륙성 기후를 보인다.
연간 강수량은 동부 지역에서 더 많으며, 태평양 연안에 도달할 때까지 점차 줄어들다가 다시 증가한다. 실제로 미국에서 가장 많은 연간 강수량은 태평양 북서부의 해안 지역에 내린다. 가뭄은 미국 다른 지역보다 서부에서 훨씬 더 흔하다. 미국에서 기록된 가장 건조한 곳은 캘리포니아주의 데스 밸리이다. 서부 주에서는 가뭄이 화재 위험과 밀접하게 연관되어 있으며, 광범위한 재산 피해와 야생 동물 서식지 파괴를 야기한 여러 주목할 만한 산불이 발생했다. 미국 서부는 21세기 대부분 동안 가뭄과 같은 조건을 경험할 것으로 예측된다.
로키산맥 동쪽에서는 강렬한 뇌우가 발생한다. 토네이도는 매년 봄 남부 평원에서 발생하며, 가장 흔하고 파괴적인 토네이도는 서부의 동부 지역(텍사스주에서 노스다코타주)과 그 사이 및 동쪽의 모든 주를 포함하는 토네이도 앨리에 집중되어 있다.
농업은 강우량, 관개, 토양, 고도 및 극단적인 기온에 따라 달라진다. 건조 지역은 일반적으로 주로 육우와 같은 가축 방목만 지원한다. 밀 벨트는 텍사스주에서 다코타주까지 이어져 미국 밀과 콩의 대부분을 생산하며, 나머지 세계로 더 많이 수출한다. 남서부의 관개는 곡물, 건초, 꽃뿐만 아니라 많은 양의 과일, 견과류, 채소를 재배할 수 있게 한다. 텍사스주는 주요 소와 양 사육 지역이며, 국가에서 가장 큰 면화 생산국이다. 워싱턴주는 사과로 유명하며, 아이다호주는 감자로 유명하다. 캘리포니아주와 애리조나주는 주요 귤속 작물 생산지이지만, 물 공급 감소와 도시 확장은 애리조나의 귤 생산량 급감에 기여했다. 뉴멕시코 칠레 고추의 많은 품종이 뉴멕시코주 계곡에서 재배된다.
1902년부터 의회는 17개 서부 주에서 수자원 개발 프로젝트를 감독하기 위해 미국 개간국 설립을 승인하는 일련의 법안을 통과시켰다.
20세기 상반기 동안 댐과 관개 프로젝트는 서부 전역에서 급속한 농업 성장을 위한 물을 제공하고, 이전에 자급자족 수준에 불과했던 여러 주에 번영을 가져왔다. 제2차 세계 대전 이후 서부의 도시들은 경제 및 인구 호황을 경험했다. 주로 뉴멕시코주, 유타주, 콜로라도주, 애리조나주, 네바다주와 같은 미국 남서부 주에서 인구 증가는 물과 전력 자원을 압박했고, 물은 농업용에서 라스베이거스 밸리와 로스앤젤레스와 같은 주요 인구 밀집 지역으로 전환되었다.

### 지질학
서부의 대부분은 고생대, 중생대, 신생대의 퇴적암으로 이루어진 평야이다. 로키산맥은 선캄브리아 시대와 현생누대의 화성암과 변성암을 노출한다. 산간주와 태평양 북서부에는 신생대의 방대한 화산암이 분포한다. 소금 평원과 소금 호수는 한때 거대한 내륙해가 서부의 많은 부분을 덮고 있었음을 보여준다.
태평양 연안 주들은 미국에서 지질학적으로 가장 활발한 지역이다. 지진은 캘리포니아주에서 몇 년마다 피해를 일으킨다. 태평양 연안 주들이 가장 화산 활동이 활발한 지역이지만, 휴화산과 용암류는 서부 대부분에서 발견된다.

## 역사

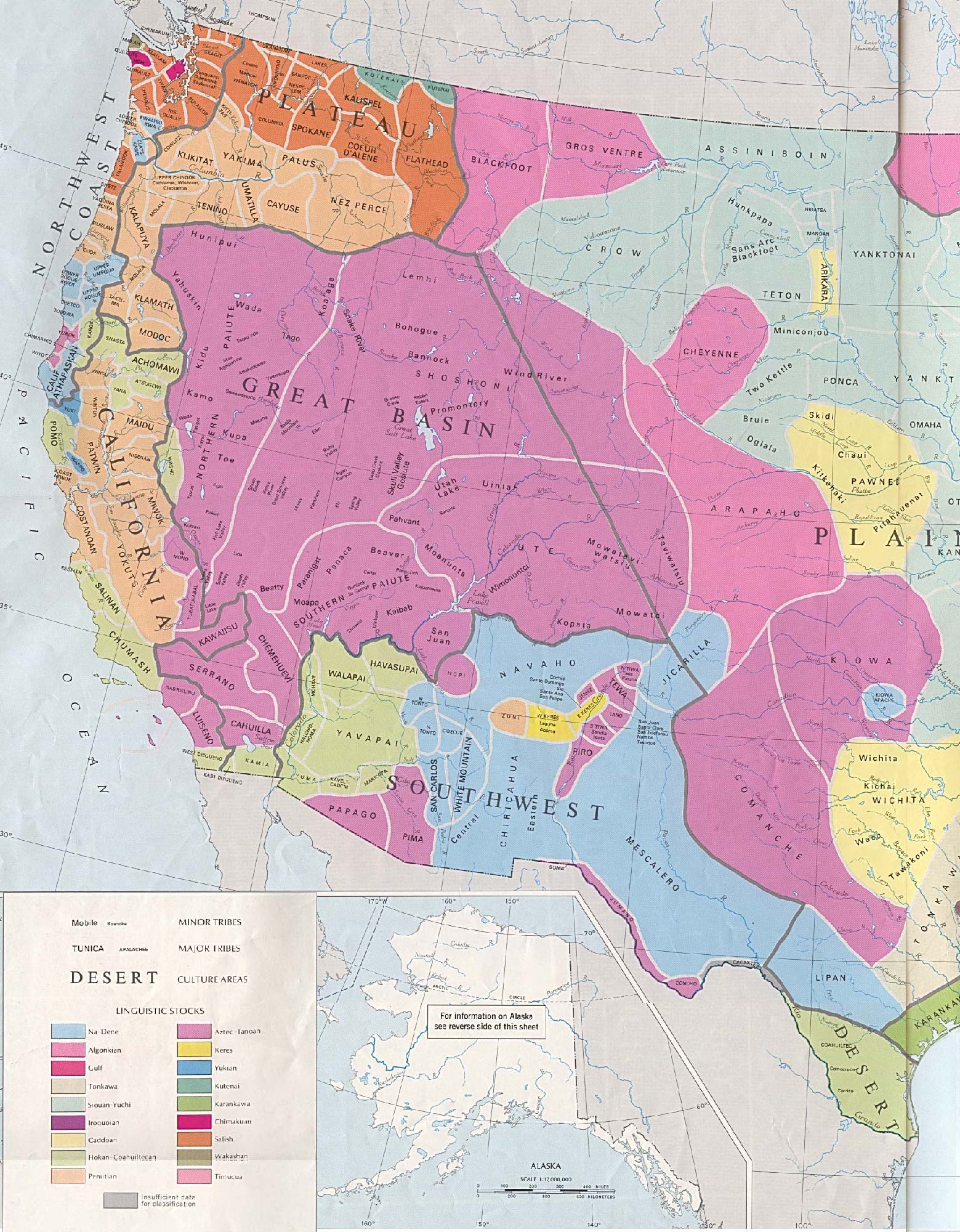
초기 아메리카 원주민 부족 영토

미국 서부는 적어도 11,000년 전 최초의 고인도인이 도착한 이래로 아메리카 원주민이 거주해 왔다. 옐로스톤 국립공원과 같은 지역에는 서기 1000년경부터 마운드 빌더와 같은 왕국과 제국으로 향하는 콜럼버스 이전 무역로가 존재했다. 서부 영토의 주요 정착은 1840년대에 오리건 가도와 1849년 캘리포니아 골드러시를 통해 급속도로 발전했다. 캘리포니아주는 몇 달 만에 너무나 급속한 성장을 겪어, 공식 준주가 되는 정상적인 전환 단계를 거치지 않고 1850년에 주 지위를 획득했다.

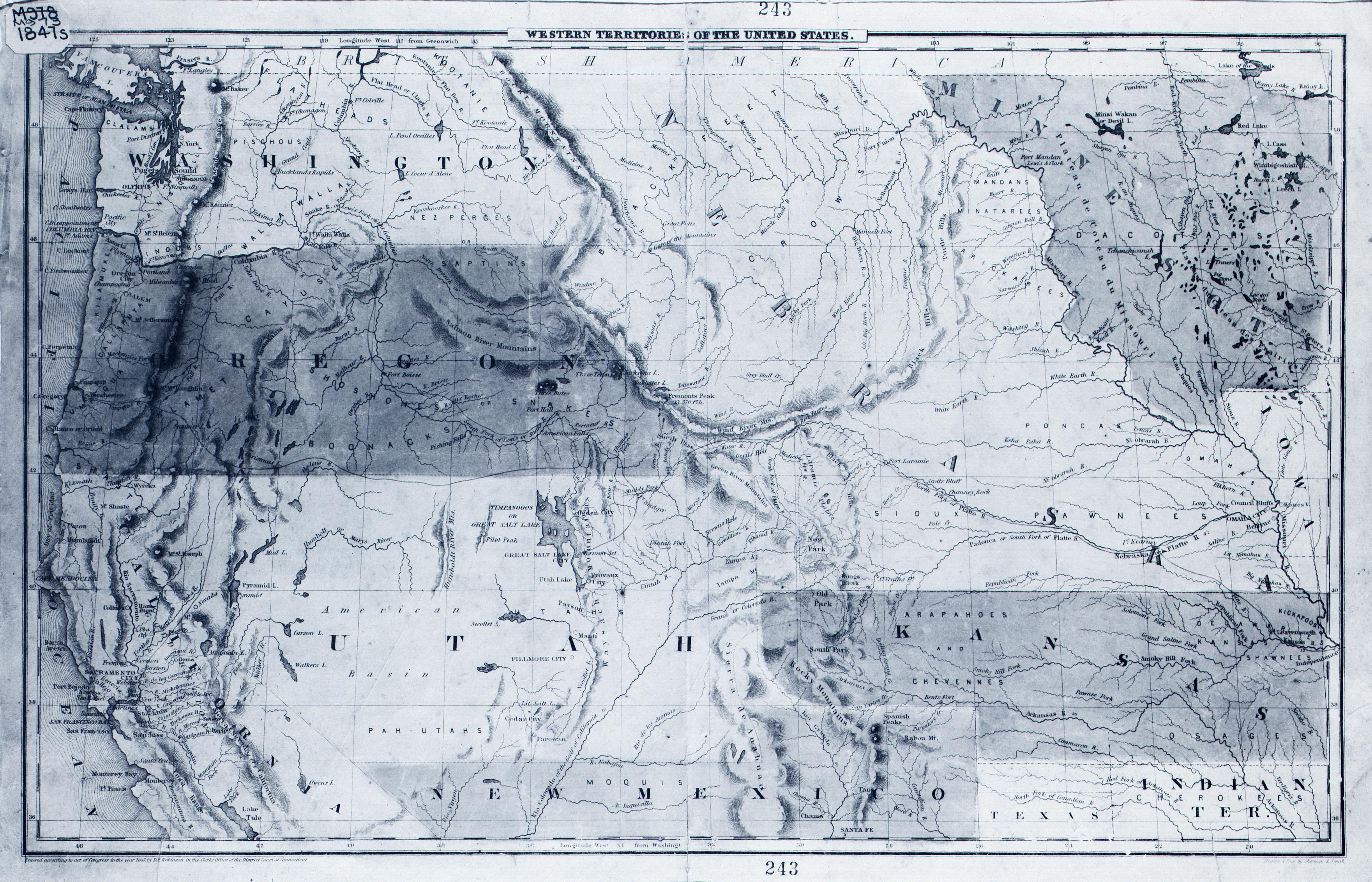
서부 영토 지도, 1847-1861년경.

미국 역사상 가장 큰 이주 중 하나는 1840년대에 후기 성도들이 미국 중서부를 떠나 유타주에 신정정치를 건설한 때였다.
이 시기 동안 오마하와 세인트루이스는 모두 "서부의 관문"이라는 칭호를 주장했다. 유니언 퍼시픽 철도와 몰몬 트레일의 본거지인 오마하는 정착민들에게 장비를 공급하여 부를 축적했다. 세인트루이스는 정착 이전 서부의 광대한 모피 무역을 기반으로 성장했다.
1850년대는 서부 영토로의 노예제 확장을 둘러싼 정치적 싸움으로 특징지어졌으며, 남북 전쟁으로 이어지는 문제가 발생했다.
1863년에서 1869년 사이에 북아메리카의 최초의 대륙횡단철도가 건설되어 미국 동부와 태평양 연안을 연결했다. 그 결과로 생긴 철도 연결은 승객과 화물의 운송을 더 빠르고 안전하며 저렴하게 만들어 미국 서부의 정착과 경제에 혁명을 가져왔다.

최초의 대륙횡단철도는 미국 서부 역사에서 중추적인 역할을 했다.

19세기 말과 20세기 초 미국 서부의 역사는 미국 문학과 영화에서 문화적 신화로 자리 잡았다. 카우보이, 자영농, 서부 확장의 이미지는 실제 사건을 19세기 후반부터 많은 미국 대중문화를 형성해 온 서부 신화로 변모시켰다.
브렛 하트와 제인 그레이와 같은 다양한 작가들은 카우보이 문화를 칭송하거나 비난했으며, 프레데릭 레밍턴과 같은 예술가들은 서부 확장 기록의 한 방법으로 서부 예술을 창조했다. 특히 미국 영화는 서부극이라는 장르를 만들었는데, 많은 경우 서부를 자립심과 미국 정신의 미덕에 대한 은유로 사용한다. 서부에 대한 문화적 낭만주의와 서부 확장의 실제 역사 사이의 대조는 20세기 후반과 21세기 초 서부에 대한 학문의 주제가 되어왔다. 카우보이 문화는 흔한 문화적 지표로서 미국인의 경험에 뿌리내렸고, 컨트리 음악과 같이 다양한 현대적 형태는 "처녀지"의 개척자들이 영감을 받은 고립감과 독립 정신을 찬양했다.

### 20세기

1908년 하름스워스 아틀라스 및 지명사전의 미국 서부

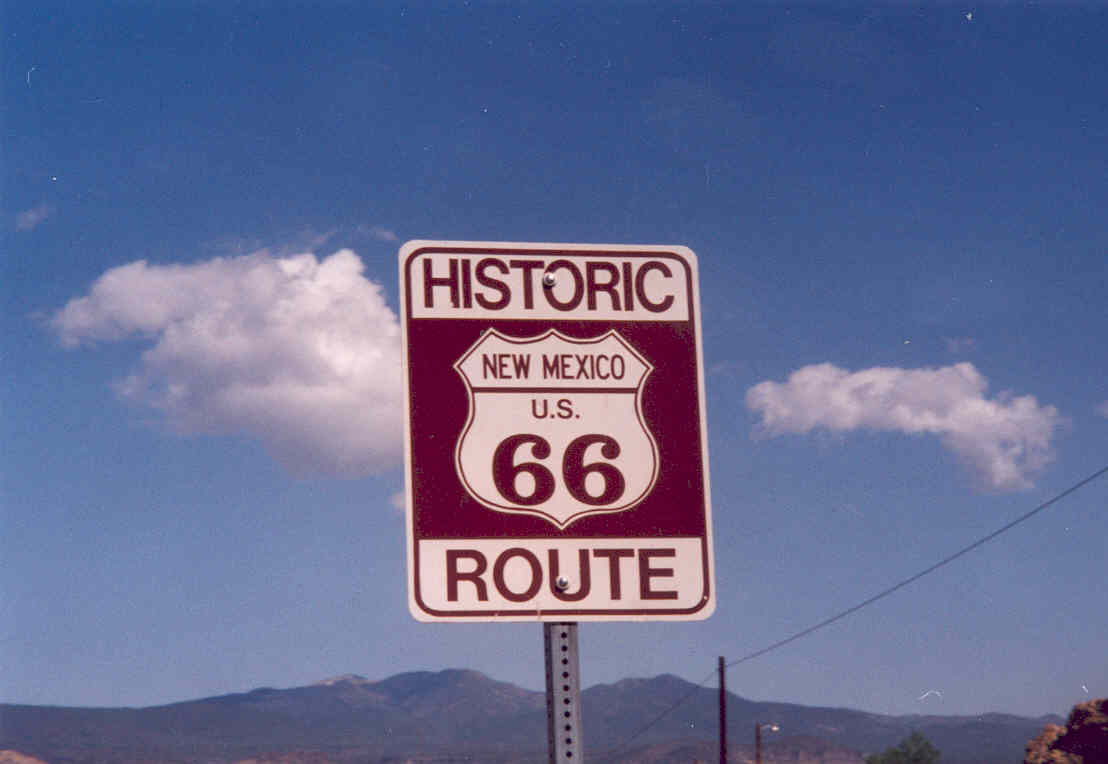
국도 제66호선 (미국)은 미국 서부의 발전을 가속화했다.

자동차의 출현으로 일반 미국인도 서부를 여행할 수 있게 되었다. 서부 사업가들은 루트 66을 서부로 관광과 산업을 유치하는 수단으로 홍보했다. 1950년대에 모든 서부 주 대표자들은 서부 문화를 전시하고 미국 동부에서 오는 여행객을 맞이하기 위해 카우보이 명예의 전당과 서부 유산 센터를 건설했다. 20세기 후반 동안 여러 대륙횡단 고속도로가 서부를 가로질러 동부에서 더 많은 무역과 관광객을 유치했다. 텍사스주와 오클라호마주의 석유 붐 타운은 옛 광산 캠프만큼이나 거칠고 부유했다. 황진은 원래 정착민의 자녀들을 더욱 서쪽으로 밀어냈다.
영화는 미국의 주요 오락원이 되었고 서부물을 특징으로 했다. 나중에 로스앤젤레스의 할리우드 커뮤니티는 라디오 및 텔레비전 생산과 같은 대중 매체의 본부가 되었다.
캘리포니아주는 가장 인구가 많은 주이자 세계 10대 경제 대국 중 하나로 부상했다. 19세기 후반부터 20세기에 걸친 대규모 인구 및 정착 붐은 그레이터 로스앤젤레스/남부 캘리포니아와 샌프란시스코 베이 에어리어/북부 캘리포니아 지역이라는 두 개의 메갈로폴리스 지역을 만들었는데, 이는 미국에서 가장 큰 대도시 지역 중 하나이며 세계 25대 도시 지역에 속한다. 샌버너디노-리버사이드, 샌디에고, 덴버, 피닉스, 시애틀의 5개 대도시 지역은 백만 명 이상의 주민을 보유하고 있으며, 가장 빠르게 성장하는 3개 대도시 지역은 솔트레이크시티 도시권, 라스베이거스 도시권, 포틀랜드 도시권이었다.
1970년대 중반부터 서부 역사학자들은 제2차 세계 대전 시기를 주요 전환점으로 강조했는데, 이 지역이 엄청난 사회경제적 변화를 겪으며 사회적 진화의 선두 주자가 되었기 때문이다. 항공기, 선박, 군수품 제조 및 군사 및 해군 훈련 시설의 대규모 확장으로 인해 인구가 급증했으며, 특히 대도시 지역에서 그러했다. 캘리포니아주는 대학을 세계적 수준으로 격상하고, 과학 연구를 강화하며, 사회 기반 시설을 확장했다. 전쟁 후 수백만 명이 제대군인 원호법을 사용하여 교외 주택을 구매했는데, 이들 중 다수는 군사 훈련 시설에서의 보람 있는 전시 경험을 기억하고 있었다. 이 지역은 항상 더 민주주의적이었고 더 큰 인종 및 성평등을 누렸으며, 현대화의 국가적 선두 주자로서 계속되었다. 새로운 문제들이 등장했는데, 특히 서부 주민들이 부족한 수자원 배분뿐만 아니라 스모그와 대기 오염 처리와 같은 분야에서 주도적인 역할을 한 환경 문제가 그러했다. 최근 역사학자들은 일부 추세가 1941년 이전에 시작되었다는 점을 지적하며 미묘한 차이를 살펴보았다.
로스앤젤레스는 멕시코 외에 가장 많은 멕시코인 인구를 보유하고 있으며, 샌프란시스코는 북아메리카에서 가장 큰 중국인 공동체를 가지고 있고 대규모 LGBT 공동체도 있다. 그리고 오클랜드는 아프리카계 미국인 주민의 비율이 높으며, 롱비치 또한 상당한 흑인 공동체를 가지고 있다. 유타주는 몰몬교가 다수이며 (2004년 추정치 62.4%), 앨버커키, 빌링스, 스포캔, 투손과 같은 일부 도시들은 인디언 보호구역 근처에 위치해 있다. 외딴 지역에는 알래스카 원주민과 하와이인 정착지가 있다.

## 문화

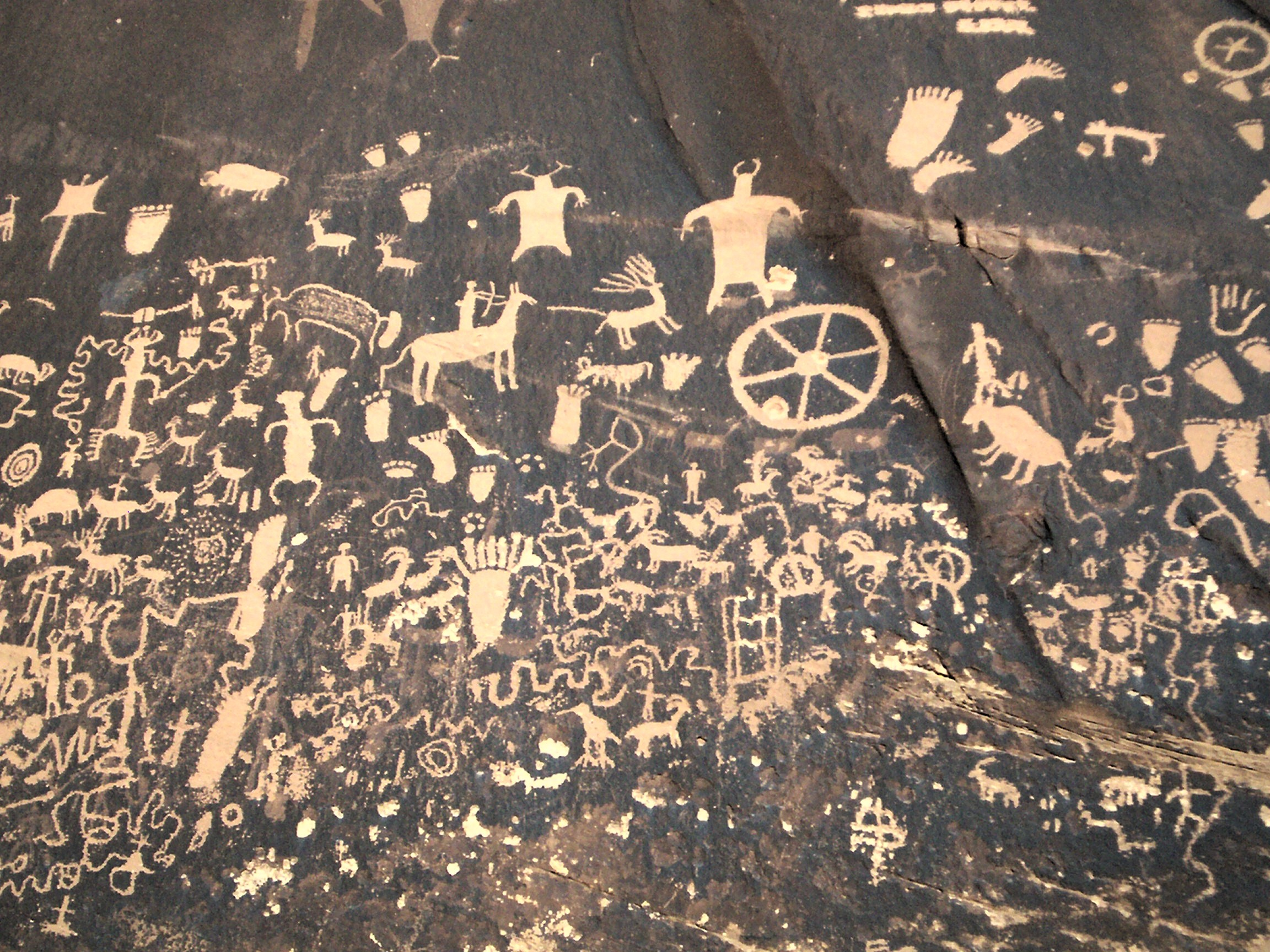
유타주의 뉴스페이퍼 록 주립역사기념물은 미국 남서부의 초기 주민들이 남긴 페트로글리프를 포함한다.

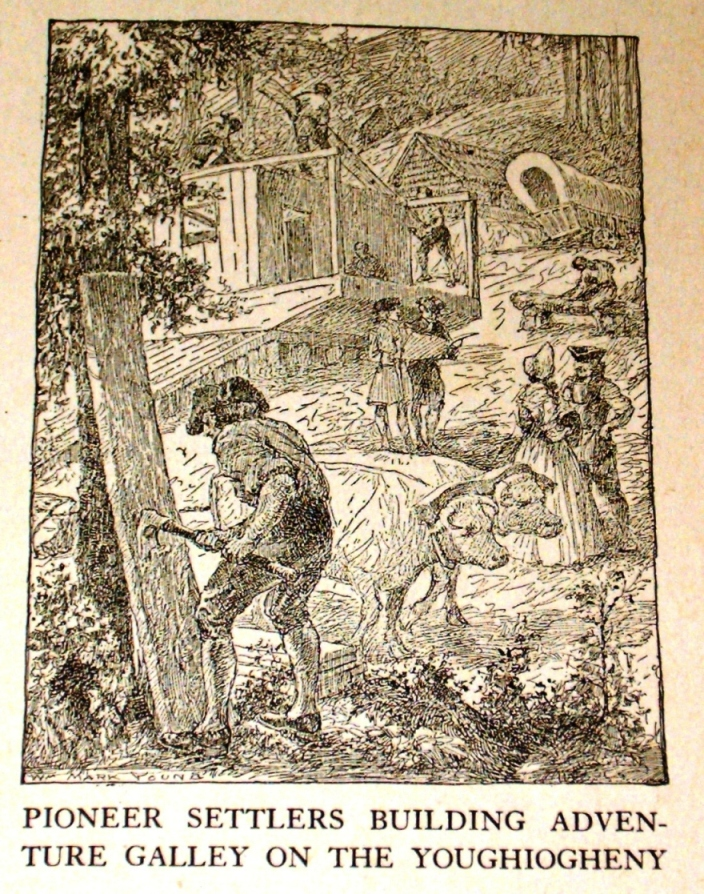
개척자들은 서부 개척지에 정착한 초기 유럽계 미국인 중 하나였다.

역사적으로 미국 서부의 전통 문화는 카우보이, 개척자, 그리고 아메리카 원주민이 와일드 웨스트에 처음 거주하면서 정의되었다. 서부 사막(모하비 사막, 그레이트베이슨 사막)과 고립된 작은 마을의 희박한 지리적 특성은 넓은 고속도로(국도 제66호선 (미국))와 긴 철도(최초의 대륙횡단철도)와 결합하여 서부를 황량하고 끝없는 도로가 가득한 열린 공간이라는 대중적 이미지에 기여했다.
태평양과 멕시코 국경을 마주하고 있는 서부는 다양한 민족 집단에 의해 형성되었다. 하와이주는 아시아계 미국인이 백인 거주자보다 많은 유일한 주이다. 19세기 이래로 아시아의 많은 나라에서 온 사람들이 여러 차례 이주하면서 캘리포니아주와 다른 해안 주에 정착하여 골드 러시, 대륙횡단철도 건설, 농업, 그리고 최근에는 하이테크 산업에 기여했다.
국경 주들인 캘리포니아주, 애리조나주, 뉴멕시코주, 텍사스주 및 콜로라도주, 유타주, 네바다주와 같은 다른 남서부 주들은 모두 대규모 히스패닉 인구를 가지고 있으며, 많은 스페인어 지명은 과거 스페인 및 멕시코 영토였던 역사를 증명한다. 멕시코계 미국인은 오리건주 및 워싱턴주와 같은 북서부 주뿐만 아니라 텍사스주 및 오클라호마주와 같은 남부 주에서도 인구가 증가하고 있다.

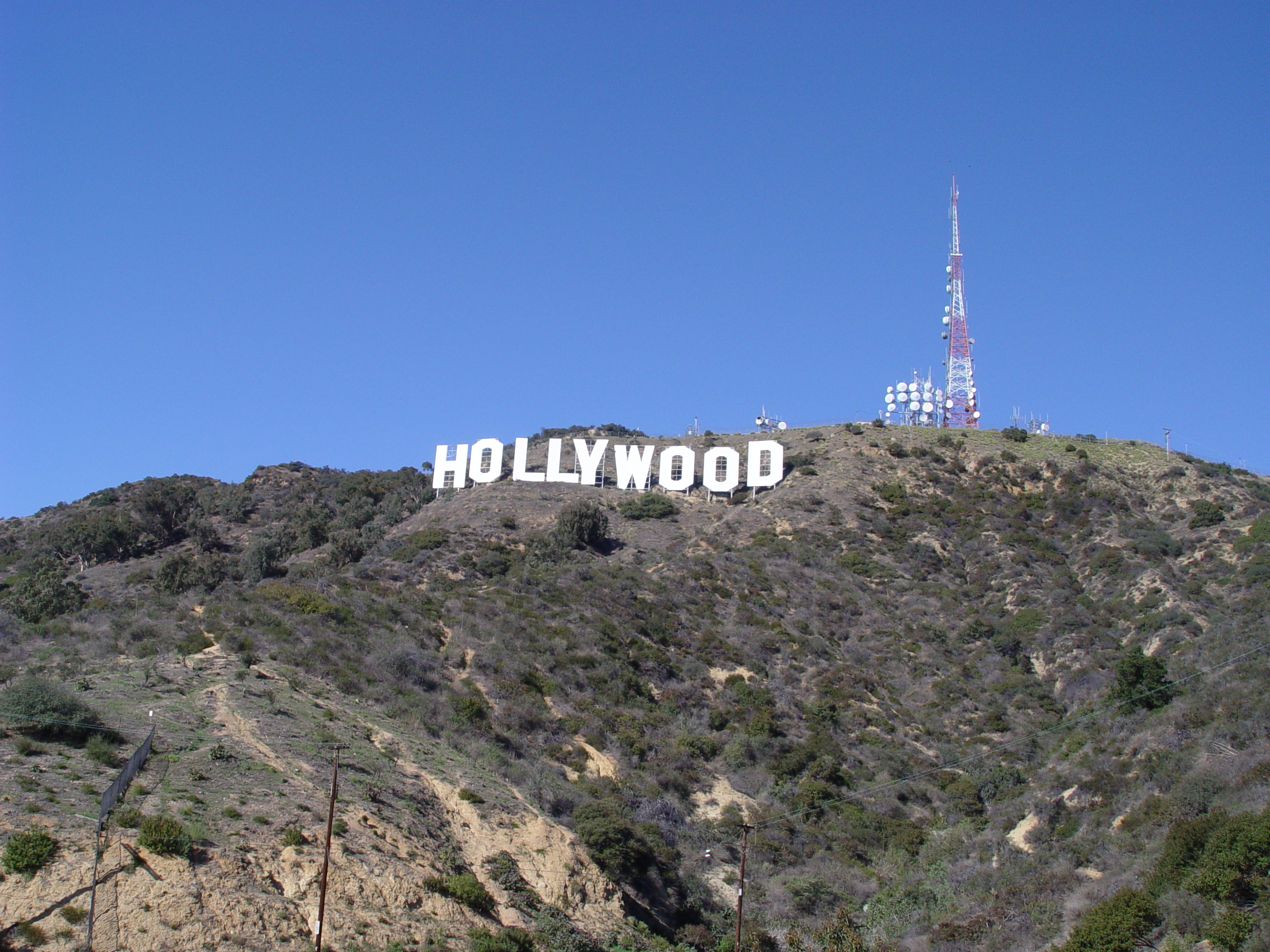
할리우드 힐스에 있는 할리우드 사인은 미국 영화 산업을 상징하게 되었다.

태평양 주에서는 작은 마을, 농장, 숲으로 가득 찬 넓은 지역이 몇몇 큰 항구 도시로 보완되어 미디어 및 기술 산업의 세계 중심지로 발전했다. 이제 미국에서 두 번째로 큰 도시인 로스앤젤레스는 할리우드 영화 산업의 본고장으로 가장 잘 알려져 있다. 로스앤젤레스 주변 지역은 제2차 세계 대전 당시 항공우주 산업의 주요 중심지이기도 했지만, 워싱턴주에 위치한 보잉이 항공우주 산업을 주도하게 되었다. 로스앤젤레스와 미국의 하이테크 산업 중심지인 실리콘 밸리를 포함한 샌프란시스코 베이 에어리어의 성장으로 인해 캘리포니아주는 50개 주 중 가장 인구가 많은 주가 되었다. 오리건주와 워싱턴주 또한 보잉과 마이크로소프트의 부흥과 농업 및 자원 기반 산업의 발전으로 급속한 성장을 경험했다.
알래스카주는 미국에서 가장 북쪽에 있는 주이며, 인구가 적고 국립공원과 야생동물 보호구역으로 보호되는 넓은 야생 지대가 많다. 주민 중 다수는 원주민이다. 하와이의 위치는 미국과 아시아 간의 주요 관문이자 관광의 중심지 역할을 한다.
산악주 하위 지역에는 애리조나주, 콜로라도주, 아이다호주, 몬태나주, 네바다주, 뉴멕시코주, 유타주, 와이오밍주가 포함된다. 산악주는 인구 밀도가 상대적으로 낮으며, 최근에야 도시화된 목축 및 광업 지역으로 발전했다. 이들 대부분은 개성이 강한 문화를 가지고 있으며, 도시 개발, 레크리에이션, 환경의 이익 균형을 맞추기 위해 노력해 왔다.
산악 주의 문화적으로 독특한 특징으로는 아이다호주 남동부, 유타주, 애리조나주 북부, 네바다주를 포함하는 몰몬교 복도의 대규모 몰몬교 인구, 라스베이거스 및 리노와 같은 호화로운 카지노 리조트 도시, 그리고 수많은 아메리카 원주민 부족 인디언 보호구역이 있다.

### 스포츠
내셔널 풋볼 리그 (NFL), 메이저 리그 베이스볼 (MLB), 전미 농구 협회 (NBA), 전미 여자 농구 협회 (WNBA), 내셔널 하키 리그 (NHL), 메이저 리그 사커 (MLS), 내셔널 위민스 사커 리그 (NWSL)와 같은 프로 스포츠 리그는 이 지역의 다음 도시/대도시권에 팀 프랜차이즈를 가지고 있다.
- 덴버: 애벌랜치 (NHL), 브롱코스 (NFL), 너기츠 (NBA), 래피즈 (MLS), 로키스 (MLB)
- 피닉스 도시권: 카디널스 (NFL), 다이아몬드백스 (MLB), 머큐리 (WNBA), 선스 (NBA)
- 라스베이거스: 에이시즈 (WNBA), 골든 나이츠 (NHL), 레이더스 (NFL)
- 로스앤젤레스 도시권: 엔젤 시티 (NWSL), 에인절스 (MLB), 차저스 (NFL), 클리퍼스 (NBA), 다저스 (MLB), 덕스 (NHL) 로스앤젤레스 FC 또는 블랙 앤 골드 팔콘스 (MLS), 갤럭시 (MLS), 킹스 (NHL), 레이커스 (NBA), 램스 (NFL), 스파크스 (WNBA)
- 포틀랜드: 트레일블레이저스 (NBA), 손스 (NWSL), 팀버스 (MLS)
- 새크라멘토: 킹스 (NBA)
- 솔트레이크시티: 재즈 (NBA), 로열스 (NWSL), 레알 (MLS), 유타 HC (NHL)
- 샌디에고: 파드리스 (MLB), 샌디에고 FC (MLS), 웨이브 (NWSL)
- 샌프란시스코 베이 에어리어: 포티나이너스 (NFL), 베이 (NWSL), 어스퀘이크스 (MLS), 자이언츠 (MLB), 샤크스 (NHL), 발키리스 (WNBA), 워리어스 (NBA)
- 시애틀: 크라켄 (NHL), 매리너스 (MLB), 레인 (NWSL), 시호크스 (NFL), 사운더스 (MLS), 스톰 (WNBA)
- 웨스트 새크라멘토: 애슬레틱스 (MLB) (이 팀은 2027년에 라스베이거스로 이전할 예정이다)

## 주요 대도시권
다음은 13개 서부 주에서 인구 50만 명 이상인 가장 큰 대도시 통계 지역(MSA)이다. 인구 수치는 미국 인구조사국이 2020년 4월 1일 기준으로 조사한 것이다.
| 순위 (서부) | 순위 (미국) | MSA                                | 인구       | 주                |                               |
| ----------- | ----------- | ---------------------------------- | ---------- | ----------------- | ----------------------------- |
| 1           | 2           | 로스앤젤레스-롱비치-애너하임 MSA   | 13,200,998 | 캘리포니아주      | 로스앤젤레스 스카이라인       |
| 2           | 11          | 피닉스-메사-챈들러 MSA             | 4,845,832  | 애리조나주        | 피닉스 도시 경관              |
| 3           | 12          | 샌프란시스코-오클랜드-버클리 MSA   | 4,749,008  | 캘리포니아주      | 샌프란시스코 도시 경관        |
| 4           | 13          | 리버사이드-샌버너디노-온타리오 MSA | 4,599,839  | 캘리포니아주      | 샌버너디노 스카이라인         |
| 5           | 15          | 시애틀-터코마-벨뷰 MSA             | 4,018,762  | 워싱턴주          | 시애틀 스카이라인             |
| 6           | 17          | 샌디에고-출라비스타-칼즈배드 MSA   | 3,298,634  | 캘리포니아주      | 샌디에고 다운타운             |
| 7           | 19          | 덴버-오로라-레이크우드 MSA         | 2,963,821  | 콜로라도주        | 덴버 다운타운                 |
| 8           | 25          | 포틀랜드-밴쿠버-힐즈버러 MSA       | 2,512,859  | 오리건주 워싱턴주 | 동쪽에서 본 오리건주 포틀랜드 |
| 9           | 26          | 새크라멘토-로즈빌-폴섬 MSA         | 2,397,382  | 캘리포니아주      | 새크라멘토 강변               |
| 10          | 29          | 라스베이거스-헨더슨-패러다이스 MSA | 2,265,461  | 네바다주          | 라스베이거스 스트립           |
| 11          | 35          | 산호세-서니베일-샌타클래라 MSA     | 2,000,468  | 캘리포니아주      | 산호세 다운타운               |
| 12          | 47          | 솔트레이크시티 MSA                 | 1,257,936  | 유타주            | 솔트레이크시티                |
| 13          | 53          | 투손 MSA                           | 1,043,433  | 애리조나주        | 애리조나주 투손               |
| 14          | 54          | 호놀룰루 MSA                       | 1,016,508  | 하와이주          | 호놀룰루 다운타운             |
| 15          | 56          | 프레즈노 MSA                       | 1,008,654  | 캘리포니아주      | 프레즈노 다운타운             |
| 16          | 61          | 앨버커키 MSA                       | 916,528    | 뉴멕시코주        | 앨버커키 다운타운             |
| 17          | 62          | 베이커즈필드 MSA                   | 909,235    | 캘리포니아주      | 베이커즈필드 다운타운         |
| 18          | 70          | 옥스나드-사우전드오크스-벤투라 MSA | 843,843    | 캘리포니아주      | 벤투라 항공사진               |
| 19          | 75          | 스톡턴 MSA                         | 779,233    | 캘리포니아주      | 스톡턴에 있는 퍼시픽 대학교   |
| 20          | 77          | 보이시 MSA                         | 764,718    | 아이다호주        | 보이시에 있는 아이다호 주청사 |
| 21          | 79          | 콜로라도스프링스 MSA               | 755,105    | 콜로라도주        | 콜로라도스프링스 다운타운     |
| 22          | 86          | 오그던-클리어필드 MSA              | 694,863    | 유타주            | 오그던 다운타운               |
| 23          | 89          | 프로보-오렘 MSA                    | 671,185    | 유타주            | 프로보 다운타운               |
| 24          | 99          | 스포캔-스포캔밸리 MSA              | 585,784    | 워싱턴주          | 스포캔 다운타운               |
| 25          | 103         | 모데스토 MSA                       | 552,878    | 캘리포니아주      | 모데스토 아치                 |

### 기타 인구 중심지
- 엘패소 MSA는 텍사스주에 속하며 미국 남부의 일부로 간주되지만, 때로는 미국 서부의 일부로도 간주된다. 2020년 4월 기준으로 인구는 868,859명이었다.[45]
- 미국 서부 외곽 지역에서 가장 큰 인구 중심지는 아메리칸사모아의 타푸나이다.[46] 괌의 데데도[14], 북마리아나 제도의 사이판[15]이다.

## 정치

2005년 이전에 주 법으로 의료용 마리화나를 합법화한 주

주 차원에서 소득세가 없는 주

이 지역이 동부의 역사적 권력 중심지로부터 멀리 떨어져 있다는 점과 정착민들의 유명한 "프런티어 정신"은 이 지역의 독립적이고 이질적인 정치를 설명하는 두 가지 상투적인 표현이다. 역사적으로 서부는 여성의 참정권이 널리 퍼진 첫 번째 지역이었으며, 유타주와 와이오밍주에서는 제19차 수정헌법이 국가에 의해 비준되기 50년 전인 1870년 일찍이 여성들이 투표권을 행사했다. 캘리포니아주는 재산을 소유할 권리와 보전운동을 모두 탄생시켰고, 납세자 반란과 버클리 자유 연설 운동과 같은 현상을 낳았다. 또한 허버트 후버, 리처드 닉슨, 로널드 레이건이라는 세 명의 대통령을 배출했다.
자유지상주의적 정치적 태도가 널리 퍼져 있다. 예를 들어, 서부 주들의 대다수는 의료용 마리화나 (아이다호와 와이오밍 제외)와 일부 형태의 도박 (유타 제외)을 합법화했다. 콜로라도주, 오리건주, 워싱턴주, 몬태나주는 의사 보조 자살을 합법화했다. 네바다주의 대부분의 시골 카운티는 허가받은 매춘업소를 허용하며, 알래스카주, 콜로라도주, 네바다주, 캘리포니아주, 오리건주, 워싱턴주의 유권자들은 오락용 마리화나 사용을 합법화했다.
캘리포니아주, 오리건주, 워싱턴주, 네바다주, 콜로라도주, 하와이주, 뉴멕시코주는 민주당에 기울어 있다. 최근 2020년 미국 대통령 선거와 2022년 애리조나 주지사 선거에서 보듯이 애리조나주 또한 민주당 쪽으로 기울기 시작했다. 샌프란시스코의 두 주요 정당은 녹색당과 민주당이다. 가장 오랫동안 재직한 민주당 의회 지도자 중 한 명은 이 지역 출신이다: 전 미국 하원 의장 낸시 펠로시 (캘리포니아주 출신).
알래스카주와 대부분의 산악주는 공화당에 더 기울어져 있으며, 알래스카주, 아이다호주, 몬태나주, 유타주, 와이오밍주는 공화당의 stronghold이다. 애리조나주는 1948년 이래 세 번을 제외하고 모든 선거에서 공화당 대통령 후보가 승리했지만, 2020년에는 민주당에 투표했다. 또한 2018년과 2020년에는 공화당이 애리조나에서 상원 의석 두 개를 모두 민주당에 내주었다. 아이다호주, 유타주, 와이오밍주는 1964년 이래 모든 공화당 대통령 후보가 승리한 주이다.
네바다주는 1912년 이래 두 번(1976년과 2016년)을 제외하고 모든 대통령 선거에서 정확하게 투표하여 정치적 지표로 간주된다. 뉴멕시코주 또한 1976년과 2024년을 제외하고 주 지위 획득 이래 모든 대통령 선거에서 국민 득표수가 많은 후보에게 투표하여 지표로 간주된다.
가장 빠르게 성장하는 인구 집단인 아시아인 다음으로 라틴계는 양 당에서 치열하게 경쟁하는 대상이다. 이민은 이 집단에게 중요한 정치적 문제이다. 불법 이민자에 대한 반발은 1994년 캘리포니아 발의안 187호 통과로 이어졌는데, 이는 그들에게 많은 공공 서비스를 거부하는 주민 발의안이었다. 이 제안과 캘리포니아 공화당원, 특히 현직 주지사 피트 윌슨의 연관성은 많은 히스패닉 유권자를 민주당으로 이끌었다.
다음 표는 2019년 현재 서부 주들의 주지사, 법무장관, 주 의회 상하원, 그리고 미국 의회 대표단의 정당 소속을 보여준다.
| 주 | 주지사 | 법무장관 | 상원 다수당  | 하원 다수당    | 선임 미국 상원의원 | 후임 미국 상원의원 | 미국 하원 대표단 |
| -- | ------ | -------- | ------------ | -------------- | ------------------ | ------------------ | ---------------- |
| AK | 공화당 | 공화당   | 공화당 13–7  | 공화당 23–16–1 | 공화당             | 공화당             | 민주당 1–0       |
| AZ | 민주당 | 민주당   | 공화당 16–14 | 공화당 31–29   | 무소속             | 민주당             | 공화당 6–3       |
| CA | 민주당 | 민주당   | 민주당 29–11 | 민주당 61–19   | 민주당             | 민주당             | 민주당 42–11     |
| CO | 민주당 | 민주당   | 민주당 19–16 | 민주당 41–24   | 민주당             | 민주당             | 민주당 4–3       |
| HI | 민주당 | 민주당   | 민주당 24–1  | 민주당 46–5    | 민주당             | 민주당             | 민주당 2–0       |
| ID | 공화당 | 공화당   | 공화당 28–7  | 공화당 56–14   | 공화당             | 공화당             | 공화당 2–0       |
| MT | 공화당 | 공화당   | 공화당 30–20 | 공화당 58–42   | 공화당             | 공화당             | 공화당 1–0       |
| NV | 공화당 | 공화당   | 민주당 13–8  | 민주당 29–13   | 민주당             | 민주당             | 민주당 3–1       |
| NM | 민주당 | 민주당   | 민주당 26–16 | 민주당 46–24   | 민주당             | 민주당             | 민주당 2–1       |
| OR | 민주당 | 민주당   | 민주당 19–11 | 민주당 38–22   | 민주당             | 민주당             | 민주당 4–1       |
| UT | 공화당 | 공화당   | 공화당 23–6  | 공화당 59–16   | 공화당             | 공화당             | 공화당 4–0       |
| WA | 민주당 | 민주당   | 민주당 28–21 | 민주당 57–41   | 민주당             | 민주당             | 민주당 7–3       |
| WY | 공화당 | 공화당   | 공화당 28–2  | 공화당 51–7–2  | 공화당             | 공화당             | 공화당 1–0       |

다음 표는 2020년 현재 미국 서부 외곽 지역의 주지사, 법무장관, 주 의회 상하원, 그리고 미국 의회 대표단의 정당 소속을 보여준다.
| 준주 | 주지사 | 법무장관   | 상원 다수당          | 하원 다수당          | 선임 미국 상원의원 | 후임 미국 상원의원 | 미국 하원 대표단 |
| ---- | ------ | ---------- | -------------------- | -------------------- | ------------------ | ------------------ | ---------------- |
| AS   | 민주당 | [ note 1 ] | 무소속 18–0          | 무소속 21–0          | 없음               | 없음               | 공화당 1–0       |
| GU   | 민주당 | 무소속     | 민주당 10–5 (단원제) | 민주당 10–5 (단원제) | 없음               | 없음               | 민주당 1–0       |
| MP   | 공화당 | 민주당     | 공화당 6–0–3         | 공화당 13–0–7        | 없음               | 없음               | 무소속 1–0       |

## 건강
미국 서부는 건강 지표에서 지속적으로 좋은 순위를 차지한다. 미국 서부의 잠재적으로 예방 가능한 입원율은 2005년부터 2011년까지 다른 지역보다 지속적으로 낮았다. 2012년에 미국 서부의 산모 또는 신생아 입원 비율은 다른 지역에 비해 높았지만, 병원 의료 체류 비율은 다른 지역보다 낮았다.

## 같이 보기
- 프런티어
- 캐나다 서부